# Saint-Jeoire-Prieuré
 Saint-Jeoire-Prieuré  es una población y comuna francesa, en la región de Ródano-Alpes, departamento de Saboya, en el distrito de Chambéry y cantón de La Ravoire.

## Demografía
| 516 | 526 | 604 | 642 | 771 | 851 |
| Para los censos de 1962 a 1999 la población legal corresponde a la población sin duplicidades (Fuente: INSEE [Consultar]) |     |     |     |     |     |